# Molisetitanya
Molisetitanya (románul: Molișet) település Romániában, Erdélyben, Beszterce-Naszód megyében.

## Fekvése
Bethlentől 38 km-re északra, a Cibles hegységben, az Ilosva-patak mentén fekszik.

## Népessége
- 2002-ben 306 román nemzetiségű lakosából 198 volt ortodox és 107 görögkatolikus vallású.

## Története
1956 után a Felsőpusztaegresből kivált Molișet, Costeasa, Izvorul Pietrii és Răpănășu településrészekből egyesítették. Az eredeti Molisetitanyán 1890 körül hoztak létre fűrészgyárat a környék erdeiből kitermelt fa feldolgozására. A gyár mellé a szomszédos Felsőszőcsről, Lárgáról és Tőkésről költöztek be román munkások, majd a rojahidai vasgyár 1892-es megszűnése után korábban ott dolgozó ruszinok is. A fűrészgyár a századfordulón mintegy kétszáz munkást foglalkoztatott, majd az 1910-es években megszűnt. Ezután sokan elköltöztek a telepről, az ittmaradottak pedig még sokáig kétlaki életet éltek, a Felsőszőcsről ideszármazottak például oda jártak templomba és bevásárolni, nem pedig Felsőpusztaegresre, ahová a telep tartozott. Az 1920-as években, a földreform idején a felsőpusztaegresiek követelték, hogy vegyék el a „jöttmentek” földjét és osszák ki az ófalusiak közt. 1926-ban Molisetittanya 72 házból állt, és a lakosság fele volt ruszin vagy ruszin származású.
1989 után a román görögkatolikus egyház épített itt kolostort, amelyet 1992-ben szenteltek fel.